# Hamilton County (Illinois)
Das Hamilton County ist ein County im US-amerikanischen Bundesstaat Illinois. Im Jahr 2010 hatte das County 8457 Einwohner und eine Bevölkerungsdichte von 7,5 Einwohnern pro Quadratkilometer. Der Sitz der Countyverwaltung (County Seat) ist in McLeansboro.

## Geografie
Das County liegt im Süd-Südosten von Illinois. Es hat eine Fläche von 1129 Quadratkilometern, wovon zwei Quadratkilometer Wasserfläche sind. An das Hamilton County grenzen folgende Nachbarcountys:
| Jefferson County | Wayne County  |                 |
| Franklin County  |               | White County    |
|                  | Saline County | Gallatin County |

## Geschichte

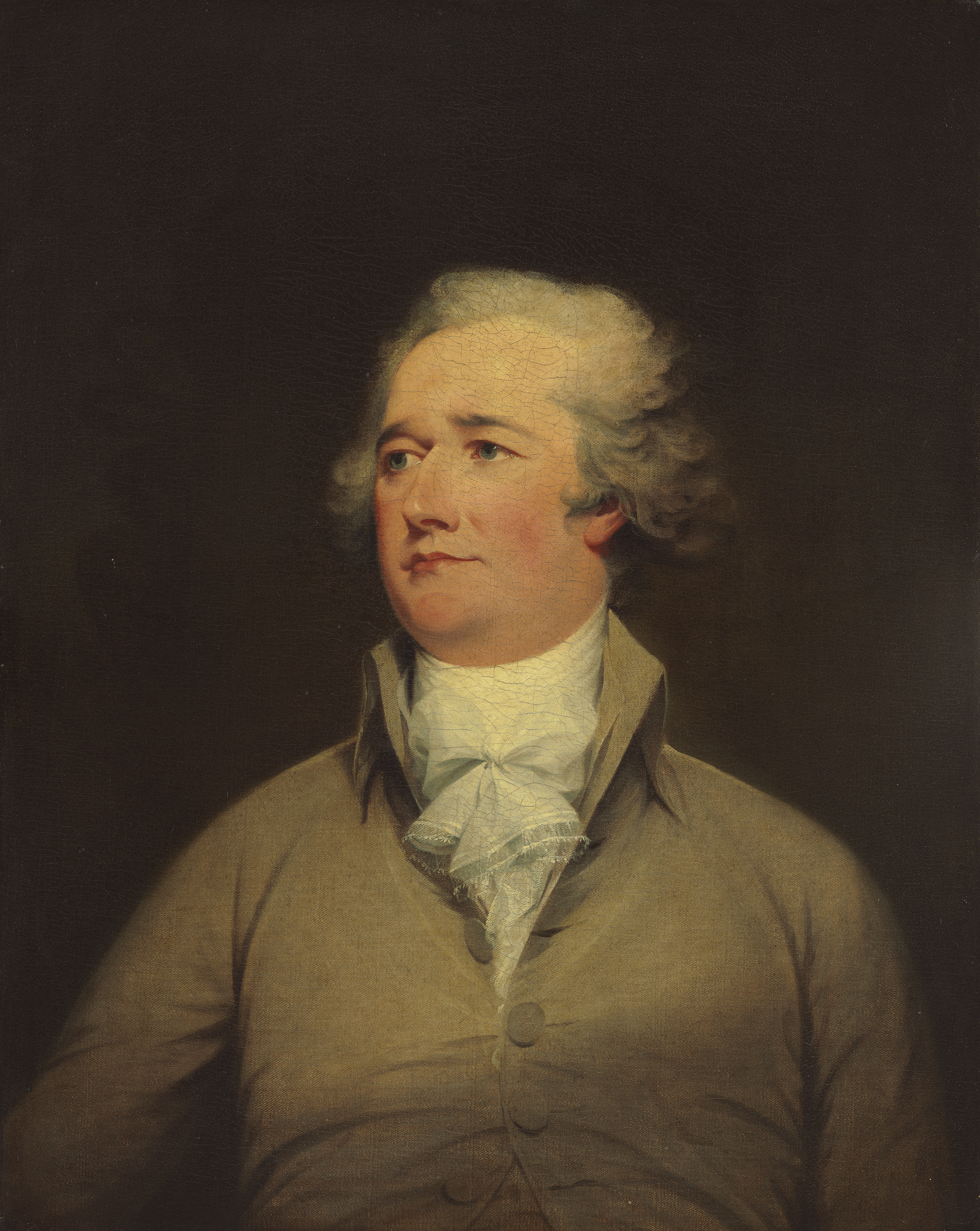
Alexander Hamilton

Das Hamilton County wurde am 8. Februar 1821 aus dem westlichen Teil des White County gebildet. Benannt wurde es nach Alexander Hamilton, einem Politiker und einer der Gründerväter der Vereinigten Staaten, einem Helden des Amerikanischen Unabhängigkeitskriegs und erstem Finanzminister der Vereinigten Staaten.
Die erste offizielle Zusammenkunft der Countyverwaltung fand am 18. Juni 1821 im Haus von William Wilson, einem Richter am Supreme Court von Illinois, statt. Die Zweite am 19. November des gleichen Jahres. Die erste dampfbetriebene Mühle wurde 1850 erbaut.

## Demografische Daten
Nach der Volkszählung im Jahr 2010 lebten im Hamilton County 8457 Menschen in 3503 Haushalten. Die Bevölkerungsdichte betrug 7,5 Einwohner pro Quadratkilometer. In den 3503 Haushalten lebten statistisch je 2,39 Personen.
Ethnisch betrachtet setzte sich die Bevölkerung zusammen aus 98,1 Prozent Weißen, 0,6 Prozent Afroamerikanern, 0,4 Prozent amerikanischen Ureinwohnern, 0,2 Prozent Asiaten sowie aus anderen ethnischen Gruppen; 0,7 Prozent stammten von zwei oder mehr Ethnien ab. Unabhängig von der ethnischen Zugehörigkeit waren 1,4 Prozent der Bevölkerung spanischer oder lateinamerikanischer Abstammung.
22,5 Prozent der Bevölkerung waren unter 18 Jahre alt, 57,5 Prozent waren zwischen 18 und 64 und 20,0 Prozent waren 65 Jahre oder älter. 51,2 Prozent der Bevölkerung war weiblich.

Das jährliche Durchschnittseinkommen eines Haushalts lag bei 35.032 USD. Das Pro-Kopf-Einkommen betrug 21.602 USD. 14,5 Prozent der Einwohner lebten unterhalb der Armutsgrenze.

## Ortschaften im Hamilton County
| City - McLeansboro | Towns - Belle Prairie City |

Villages
- Broughton
- Dahlgren
- Macedonia1

Unincorporated Communities
| - Aden - Blairsville - Braden - Bungay - Cornerville - Dale - Delafield | - Diamond City - Flint - Garrison - Hoodville - Lovilla - Olga - Piopolis | - Rural Hill - Thackeray - Thurber - Tuckers Corners - University - Walpole - West Rural Hill |

1 – teilweise im Franklin County

## Gliederung
Das Hamilton County ist in zwölf Townships eingeteilt:
| Township                | Einwohner (2010) | FIPS     |
| ----------------------- | ---------------- | -------- |
| Beaver Creek Township   | 271              | 17-04481 |
| Crook Township          | 312              | 17-17627 |
| Crouch Township         | 374              | 17-17809 |
| Dahlgren Township       | 1220             | 17-18316 |
| Flannigan Township      | 304              | 17-26324 |
| Knight Prairie Township | 574              | 17-40299 |

| Township                 | Einwohner (2010) | FIPS     |
| ------------------------ | ---------------- | -------- |
| McLeansboro Township     | 3830             | 17-45837 |
| Mayberry Township        | 486              | 17-47657 |
| South Crouch Township    | 260              | 17-70655 |
| South Flannigan Township | 116              | 17-70785 |
| South Twigg Township     | 132              | 17-71305 |
| Twigg Township           | 578              | 17-76472 |